# Fujifilm FinePix s5500

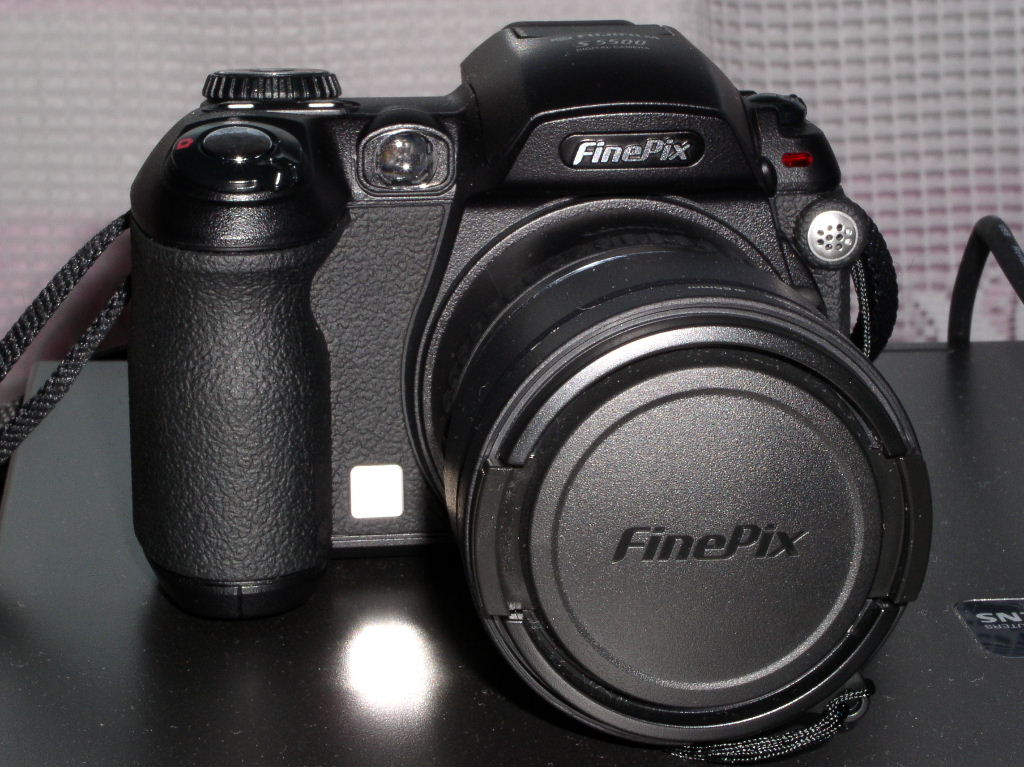
Fujifilm FinePix s5500

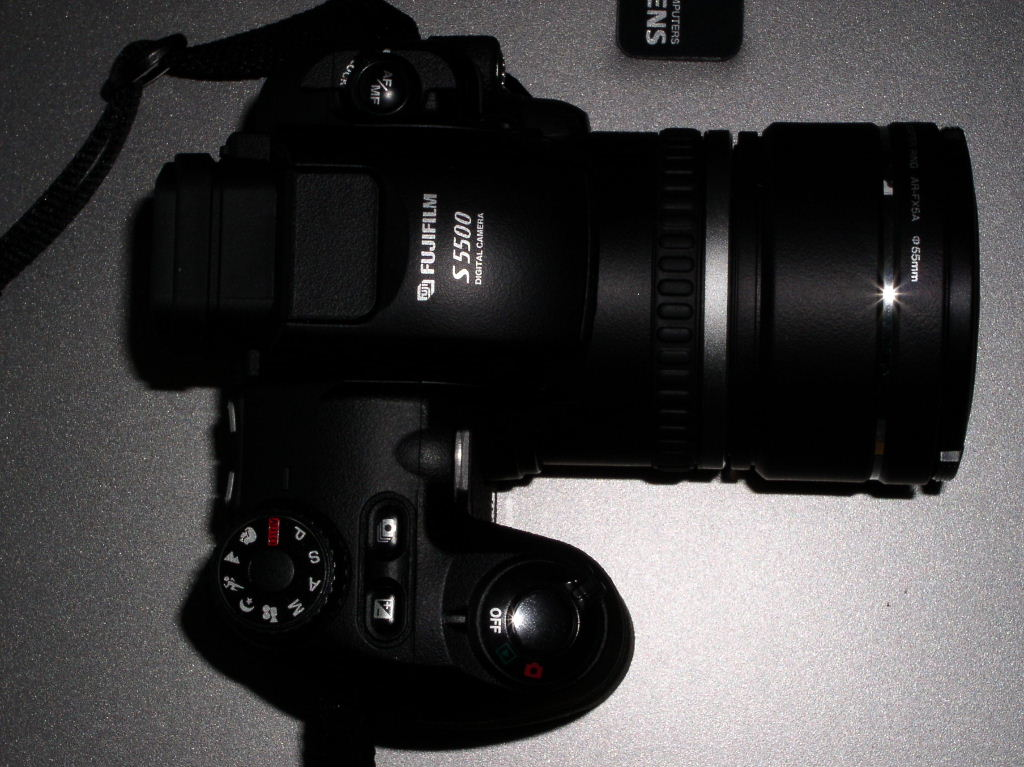
Fujifilm FinePix s5500

A Fujifilm FinePix S5500 egy, a Fujifilm által gyártott kompakt digitális fényképezőgép. Bejelentés dátuma 2004 július 28.  

## Jellemzők
- Felbontás	4.2 megapixel
- Optikai zoom	10.0x
- Digitális zoom	-
- Kijelző mérete	1,5"
- Kijelző felbontása	115000 pixel
- Kereső	evf, 114000 pixel
- Belső memória mérete	0 MB
- Memória bővítése	XD
- Érzékelő típusa	CCD
- Érzékelő mérete	1/2,7
- Effektív pixelek száma	4,0 megapixel
- Képarány	4:3
- Érzékenység	ISO 64 – 400
- Blende	f/2,8 – f/9
- Élesség tartomány	90 cm - végtelenig
- Makro mód	10 cm-től
- Záridő	1/2000 s – 15 s
- Beépített vaku	van
- Külső vakucsatlakozás	nincs
- Méretek	113 x 81 x 79 mm
- Tömeg	337 gramm
- Tápellátás	4db AA
- Csatlakozás	USB 2.0
- Állványmenet	van

## Szolgáltatások
- Támogatott formátumok	JPEG, RAW, AVI
- Élesség állítás	automatikus, manuális
- Záridő előválasztás	van
- Blende előválasztás	van
- Fénymérés	64 szegmensű, szpot, középpontosan súlyozott
- Expozíció korrekció	± 2, 1/3 blendénként lépésekben
- Fehéregyensúly állítás	automatikus, 6 gyárilag beállított érték, manuális
- Sorozatfelvétel	max. 3 kép/s
- Időzítő	2 s vagy 10 s
- Vaku módozatok	automatikus, derítés, ki, lassú szinkron, vörösszem-hatás csökkentő
- Video rögzítés	van
- Video felbontás	640 x 480 pixel
- Hang rögzítés	van

## Külső hivatkozások
- pixinfo.com